# Just Love (album de Kana Nishino)
Just Love est le sixième album studio de la chanteuse japonaise Kana Nishino. Il a été publié le 13 juillet 2016.
Il s'agissait du numéro un du classement des albums d'Oricon sur sa sortie avec 126 234 exemplaires vendus. Il était le deuxième album le plus vendu au Japon en juillet 2016, avec 201 980 exemplaires vendus. C'était aussi le numéro un sur le Billboard Japan Hot Albums chart5 et aussi sur le Billboard Japan Top Album Sales chart.

## Listes des pistes
| 1.  | Prologue: Let’s go                                                |  |
| 2.  | Have a Nice Day                                                   |  |
| 3.  | You & Me                                                          |  |
| 4.  | Torisetsu (トリセツ)                                              |  |
| 5.  | Yeah                                                              |  |
| 6.  | Wish Upon a Star                                                  |  |
| 7.  | Kimi ga Suki (君が好き)                                           |  |
| 8.  | Moshimo Unmei no Hito ga Iru no Nara (もしも運命の人がいるのなら) |  |
| 9.  | Thank You Very Much                                               |  |
| 10. | Holiday                                                           |  |
| 11. | I Wanna See You Dance                                             |  |
| 12. | Set Me Fee                                                        |  |
| 13. | Life Is Good                                                      |  |
| 14. | Anata no Sukina Tokoro (あなたの好きなところ)                     |  |
| 15. | Epilogue: Just Love                                               |  |